# José González (político)
José González (1916-24 de noviembre de 1966) fue un político chileno, militante y dirigente del Partido Comunista de Chile (PCCh).
Durante su juventud trabajó en la oficina salitrera Mapocho. En 1936 ingresó a las Juventudes Comunistas, y años más tarde fue promovido al PCCh. Fue presidente del sindicato de la oficina Mapocho y lideró la huelga de 1943. Fue regidor de Iquique entre 1943 y 1947. Durante la proscripción del PCCh durante el gobierno de Gabriel González Videla pasó a la clandestinidad bajo el nombre de José Hernández, liderando el partido en Iquique y Coquimbo, donde publica el periódico clandestino El Guerrillero.
En el X Congreso del PCCh (1956) entró en el Comité Central del partido, y en 1963 asume como primer subsecretario general. Participó en varias instancias internacionales como delegado del PCCh, como la celebración del 10.° aniversario de la República Popular China (1959), el XXII Congreso del Partido Comunista de la Unión Soviética (1961), y el XIV Congreso del Partido Comunista de Bulgaria (1966). Cuando iba de regreso de esta última convención, junto con el profesor chileno Jorge Ramírez, su vuelo (101 de TABSO) capotó en las cercanías de Bratislava (entonces Checoslovaquia), falleciendo en el lugar. El Senado de Chile le rindió homenaje en su sesión del 30 de noviembre de 1966.